# Helge (dansk konge)
Helge (død før 909) var en dansk konge 891 – før 909. Hans slægtskab med tidligere konger er ukendt.
Krønikeskriveren Adam af Bremen nævner med Svend Estridsen som kilde at Sigfred døde i et slag ved Leuven (Louvain) i nutidens Belgien i året 891 og blev efterfulgt af Helge.
Adam af Bremen nævner desuden at Helge var god og retfærdig og elsket af sit folk. Svend Estridsen nævnte desuden at Olaf, som kom fra Sverige, rejste til Danmark og erobrede riget med våbenmagt.
De engelske kilder siger at Sigfred levede i 895 og nogen mener at han først døde i 903.[kilde mangler]